# هیملبرگ
هیملبرگ (به آلمانی: Himmelberg) یک منطقهٔ مسکونی در اتریش است که در ناحیه فلدکیرشن واقع شده‌است. هیملبرگ ۲٬۳۵۴ نفر جمعیت دارد.

## خواهرخوانده
شهر باد زاولگاو خواهرخواندهٔ هیملبرگ هست.